# Aguedal (Argélia)
Aguedal é uma vila na comuna de El Ouata, localizada na província de Béchar, Argélia. A vila está localizada na margem nordeste do rio Oued Saoura, a 9 quilômetros (5,6 milhas) ao sudoeste de El Ouata. Está ligada a El Ouata através de uma longa estrada local ao lado do rio, junto com as outras vilas Ammas, El Maffa e El Beïda.